# مطثية لحمية
مطثية لحمية (الاسم العلمي:Clostridium carnis) هي نوع من البكتيريا يتبع جنس المطثية من الفصيلة المطثاوية.